# La Celestina
La Celestina o senzillament, Celestina és el nom amb què s'ha popularitzat la Tragicomedia de Calisto y Melibea una de les obres més importants de la literatura castellana, atribuïda a Fernando de Rojas. Es va compondre els últims anys del segle xv, durant el regnat dels Reis Catòlics. El seu èxit comença a principi del segle xvi i continua fins que va ser prohibida el 1792. És un llibre de transició entre l'edat mitjana i el Renaixement, considerat una de les obres que dona naixença a la novel·la i el teatre moderns.

## Procés de composició i història editorial

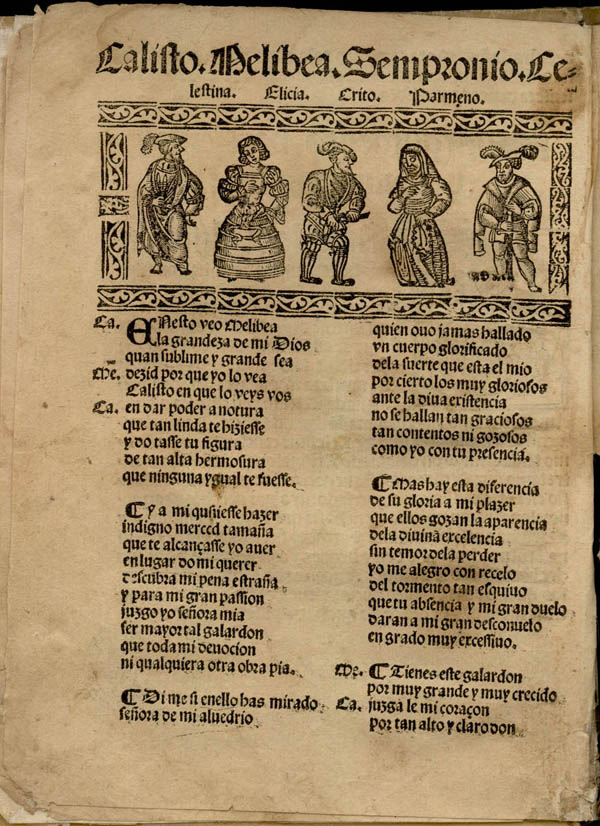
La Celestina de Juan Sedeño. Pedro de Castro, Salamanca, 1540 (fol. 4^{v}).

Tot i que La Celestina ha conegut diversos versions, se sol considerar que els fets més importants de la cronologia són els següents: 

### Els «papers de l'antic autor»
Tant en el text preliminar "El autor a un su amigo" com en el poema acròstic al pròleg de la Celestina, s'afirma que l'autor va trobar un esbós de l'obra que va adoptar sense fer-li canvis com el primer acte del seu text.
| «                                                                                             | […] las cuales hallé esculpidas en estos papeles, no fabricadas en las grandes herrerías de Milán, mas en los claros ingenios de doctor varones castellanos formadas. […] Y por que conozcáis dónde comienzan mis mal doladas razones acordé que todo lo del antiguo autor fuese sindivisión en un acto o cena incluso, hasta el segundo acto, donde dice: "Hermanos míos", etc. | » |
| — La Celestina, ed. Francisco J. Lobera et al., Real Academia Española, Madrid, 2011. Pp. 6-8 | |   |

Tot i que la veracitat d'aquesta afirmació ha estat molt debatuda, hi ha prou consens i estudis que sostenen la independència del primer acte de la Celestina, particularment des del punt de vista bibliogràfic. Sobre l'origen del text o l'autoria no hi ha gens d'unanimitat, tot i així als autors als quals se'ls ha atribuït més cops són Rodrigo Cota i Juan de Mena, arran de la seva menció a l'acròstic de les edicions de la Tragicomedia:
| « | Si fin diera en esta su propia escritura Cota o Mena con su gran saber | » |
| — La Celestina, ed. Francisco J. Lobera et al., Real Academia Española, Madrid, 2011. Pág. 12, vv. 63-64 |                                                                        |   |

## Edicions

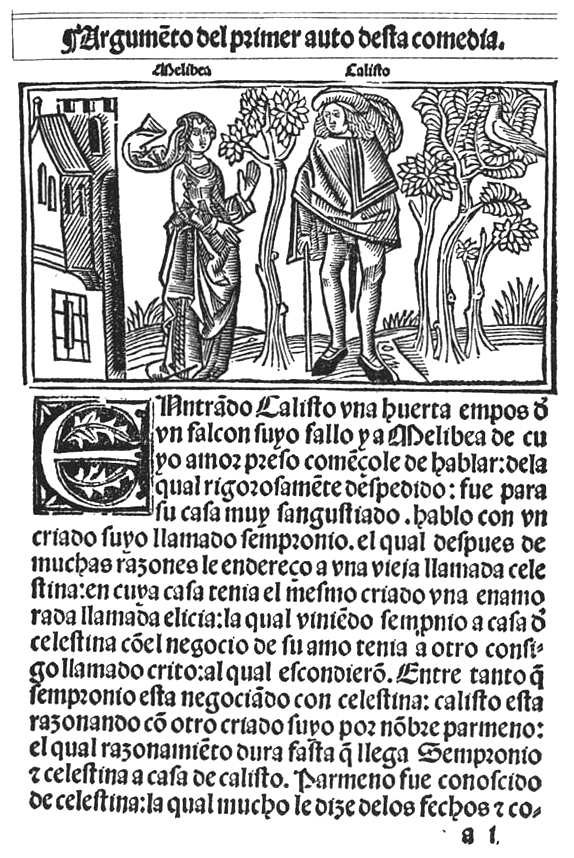
Primera edició de Fernando de Rojas, Comedia de Calisto y Melibea. Fadrique de Basilea, Burgos, 1499 (pero 1500-1502).

S'ha d'advertir que existeixen dues versions, la Comèdia, que té 16 actes, i la Tragicomèdia, que en té 29
Encara que se sospiti que hi hagués pogut haver una edició anterior, es considera actualment que la editio princeps de la Comèdia va ser la publicada a Burgos per l'impressor Fadrique Alemany en 1499, amb el títol de Comèdia de Calisto i Melibea i conservada a la Hispanic Society de Nova York. No obstant això, alguns estudiosos han posat en dubte la data d'aquesta edició, retardant-la i fent de la de Toledo de 1500 l'editio princeps.
La Comèdia agrupa 16 actes i, a partir de l'edició de Toledo, unes cobles reals amb versos acròstics en què es pot llegir "El bachiller Fernando de Rojas acabó la Comedia de Calisto y Melibea e fue nascido en la Puebla de Montalbán" (El batxiller Fernando de Rojas acabà la Comedia de Calisto y Melibea i fou nascut a la Puebla de Montalbán). Aquesta edició de 1500 inclou la carta pròleg, els versos dits, el incipit i l'argument.
El 1502 va aparèixer una nova edició titulada Tragicomèdia de Calisto i Melibea (Sevilla: Jacobo Cromberger) amb cinc actes més abans de l'acte final, 21 en total, l'anomenat Tractat de Centurió perquè hi apareix aquest personatge, així com un pròleg en què s'explica que l'obra s'inspira en la màxima d'Heràclides "todas las cosas son criadas a manera de contienda o batalla" (totes les coses són criades a manera de contesa o de batalla", és a dir, "la guerra o discordia es el padre de todas las cosas" (la guerra o discòrdia és el pare de totes les coses), concepció dialèctica de la vida que s'imprimeix en l'obra. A més, és una obra en la qual es detesten servents i senyors, joves i vells, homes i dones, ingenus. Fins i tot el mateix llenguatge batalla amb si mateix, puix que es contraposa un estil elevat i llatinitzat a un altre de baix, col·loquial i de vegades vulgar.

## Autoria

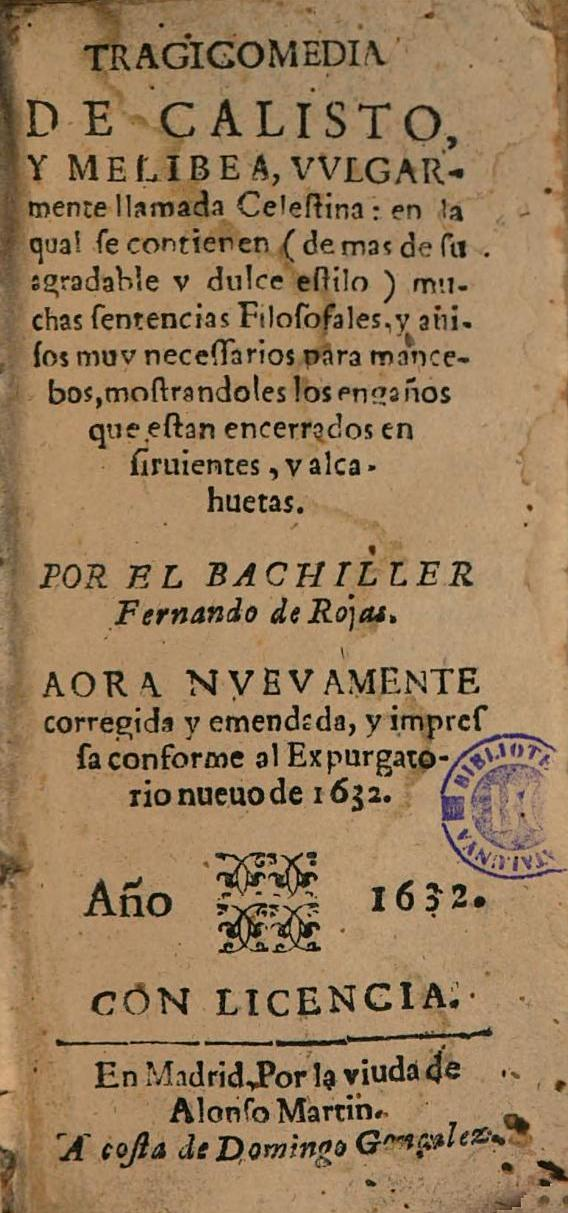
Portada de la primera edició espanyola coneguda amb el nom de Fernando de Rojas en portada.

Aquesta obra ha estat atribuïda a Fernando de Rojas, segons els versos preliminars de l'obra i la carta on es diu que cap a l'any 1497 va trobar el primer acte i el començament del segon mentre estudiava lleis a Salamanca. Com que li van plaure molt i no sabia quin era el final de la història, va afegir quinze actes més fins a concloure-la. Hom creu que aquest primer acte és un manuscrit que s'ha trobat al Palau Reial i es denomina Celestina de Palau. El continuador afirma que alguns atribuïen aquest primer acte a Juan de Mena i d'altres a Rodrigo de Cota.
Menéndez Pelayo no creia les afirmacions de Rojas i va pensar que devien ser fruit de la timiditat o un tòpic literari convencional que per ventura amagaria la necessitat de separar-se d'una obra alguna cosa llicenciosa composta durant la seva joventut. D'altres, que consideraven que aquest primer acte seria de debò anònim i tota la resta de Fernando de Rojas, proven la seva afirmació al·legant diferències en les fonts, en les estructures sintàctiques i en els trets d'estil de tots dos texts. No obstant això, una altra autoritat, com és la d'Alan D. Deyermond, s'inclina per pensar que aquestes diferències, realment existents, serien fruit del pas del temps. Però encara hi ha opinions més diverses, car hi ha qui creu que de Rojas és autor solament dels 5 actes afegits en la Tragicomèdia, l'anomenat Tractat de Centurio, o fins al revés, el Tractat de Centurio seria fruit d'una composició col·lectiva d'una reunió d'humanistes amics.
Aquests problemes d'atribució han arribat també als textos que acompanyen l'obra (carta, pròleg o incipit, versos acròstics i arguments). La carta, el pròleg i els versos acròstics s'atribueixen, generalment, a l'humanista Alonso de Proaza, si bé María Rosa Lida de Malkiel pensa que són de Rojas.

## Gènere literari
El gènere de La Celestina és una qüestió polèmica. És en el segle xviii quan el problema del gènere es planteja. La inflexible preceptiva neoclàssica sent la necessitat d'encaixar-la en un model preexistent. Però els ferris motlles dels gèneres del divuit impossibiliten aquest propòsit, fet que va deteriorar la seva consideració entre els idealitzats escriptors del Neoclassicisme, com Moratín, que la va anomenar novel·la dramàtica per a denotar la barreja de gèneres i l'originalitat de l'obra. Un altre crític i escriptor, aquest de la Renaixença catalana, Bonaventura Carles Aribau, la va anomenar novel·la dialogada. Es resistien a encaixar-la en el drama.

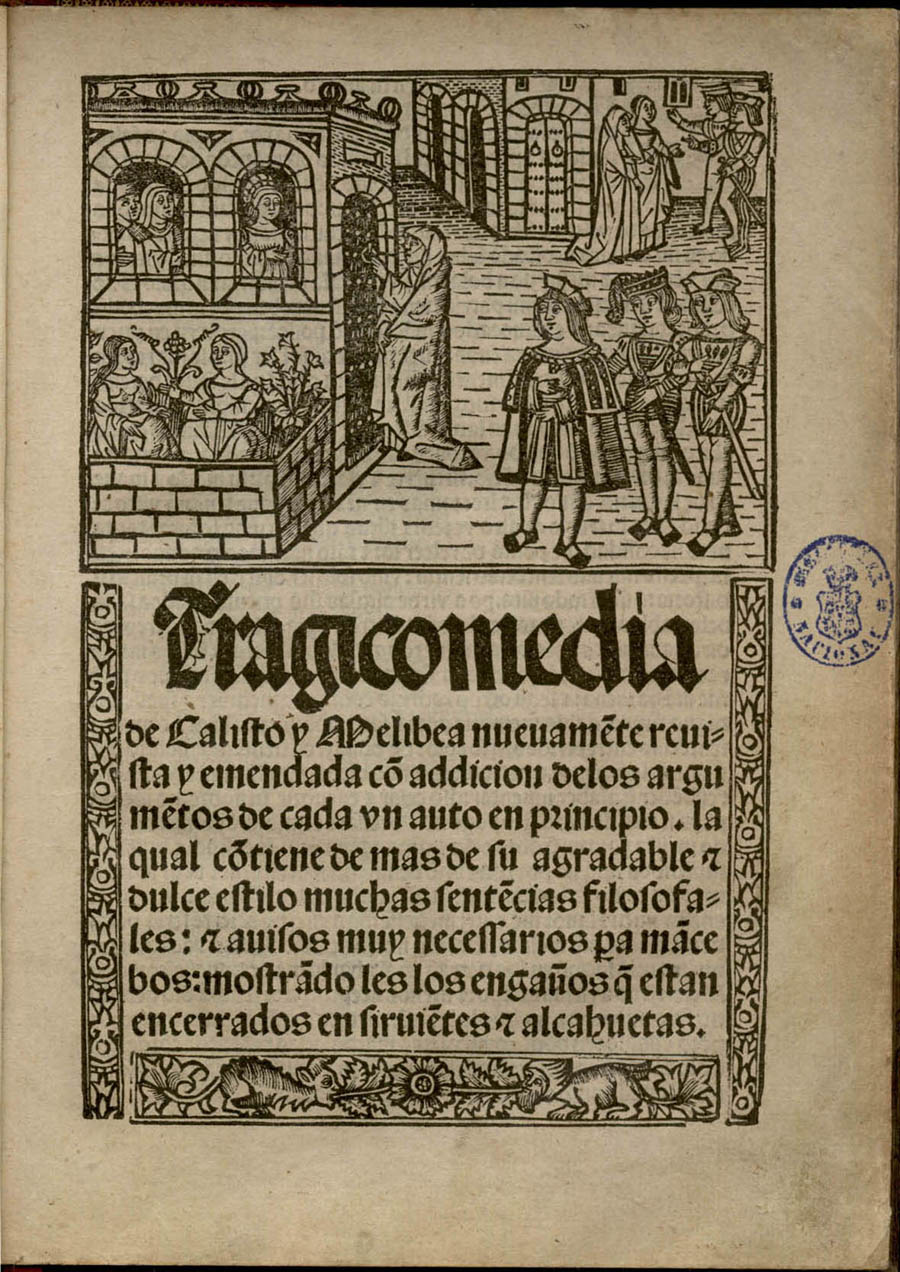
La Celestina

El fet és que es tracta d'un text totalment dialogat i l'extensió del qual i salts temporals i sobretot espacials, la feien irrepresentable en el seu moment i destinada a la lectura en veu alta, com era el costum en l'època. Ja entrat el segle xx i amb extensos mitjans escenogràfics, l'obra va poder representar-se íntegra o resumida, si bé no és una obra concebuda per a la representació sobre un escenari, sinó per a una lectura dramàtica.
Marcelino Menéndez Pelayo es debatia en els seus Orígens de la novel·la, a fins del XIX, en la contradicció de considerar-la drama per ser tot en ella actiu i gens narratiu, o no fer-ho, a causa de la seva excessiva longitud, la seva obscenitat i la seva estructura, on l'acció és escassa i l'escenografia nul·la. Des de la perspectiva moderna, no obstant això, aquestes objeccions són d'escassa rellevància: la durada és una convenció més comercial que literària i l'obscenitat és alguna cosa opinable i més propi del moment polític en què Pelayo va escriure que del de l'obra o l'època actual. És més, la seva estructura no és molt diferent de la de moltes obres d'aquest moment i fins i tot posteriors, quan en els Segles d'Or del teatre a Espanya va aconseguir la seva màxima esplendor. Senzillament, Menéndez Pelayo era víctima dels seus prejudicis classicistes i de la seva formació catòlica, que feien prevaricar amb freqüència els seus judicis estètics.
Crítics posteriors, com Alan Deyermond a fins del segle xx, van recuperar la denominació d'Aribau de novel·la dialogada, veient en La Celestina una de les precursores de la novel·la moderna i amb ella del Quixot, primera obra que mereix aquesta consideració.
Avui, encara que són majoria els qui la veuen com a obra dramàtica, es reconeix la impossibilitat de reduir la qüestió a un esquema simplista. És cert que l'acció és escassa; el ritme, lent; els parlaments, llargs i els monòlegs, minuciosos; però no és l'única obra dramàtica de la seva extensió ni amb les seves mutacions escèniques.
L'ús del temps és típic del que serà la novel·la, encara que no en sigui exclusiu. Stephen Gilman i Asensio no dubten de separar el temps implícit del temps explícit. Si bé hi ha un temps explícit en el qual es desenvolupa l'acció, de manera contínua i lineal, també hi ha un temps implícit, més llarg, que es fa necessari per entendre el que succeeix.
Gilman resol la qüestió qualificant l'obra com agenèrica, principalment perquè conté un diàleg pur, és per a ell alguna cosa distint i anterior a la cristal·lització de la novel·la i el drama com avui els concebem.
Cal assenyalar la comèdia humanística com a gènere subjacent a la constitució de la Celestina per diversos motius, com ser feta per a la lectura, amb argument simple i desenvolupament lent, la concepció del temps i del lloc, ser en prosa, el maneig del diàleg com estructura clau, la divisió en actes i l'interès pel pintoresc. No obstant això, no podem parlar de comèdia humanista pròpiament dita per dos motius principals: el no estar escrita en llatí i sobretot el final tràgic, heretat segons Deyermond de la novel·la sentimental. A més l'ús que es fa del diàleg no s'havia donat fins llavors, la novel·la i el teatre moderns, que fan un ús similar del diàleg estan per crear; veiem un ús del diàleg en el qual els personatges prenen vida i es van creant. Gilman opina que va ser La Celestina qui va donar la base a Cervantes per a usar-la en els diàlegs del Quixot.
És també destacable l'ús de l'apart (no acotat), els monòlegs i la ironia, provinents del teatre llatí. Com en la comèdia elegíaca hi ha un paper actiu de l'estimada i un ambient coetani.
De tot ço que s'ha dit, es dedueix que una reducció simplista no té sentit. Encara que es tendeixi a considerar-la com a obra dramàtica la complexitat de la seva classificació incideix en la seva grandesa.

## Estructura
Hem d'assenyalar, per a començar, que la divisió externa de l'obra, en actes, no té un veritable significat estructural. En realitat, seguint l'acció, podem dir que es divideix en dues parts i un pròleg.
- Pròleg: trobada de Calisto i Melibea en l'escena I.
- Primera part: intervenció de Celestina i els criats i mort d'aquests. Primera nit d'amor.
- Segona nit d'amor: tema de la venjança. Mort de Calisto, suïcidi de Melibea. Plor de Pleberio.

María Rosa Lida de Malkiel assenyala l'estricta i cuidada motivació de tota la trama en un plànol realista, així com la relació causa i efecte dels esdeveniments. L'escena inicial és desconcertant, però dona el caràcter dramàtic necessari per la trobada i el violent rebuig que comporta, la seva funció és la de desencadenant. Pocs són els fets que escapen d'aquesta relació causa i efecte per a sorprendre al lector o als personatges.
El sistema d'accions s'encadena, l'esquema és el d'una travada sèrie de conseqüències (relacions de causa i efecte); l'esquema correspon al patró estructural del 'compte presentat' (Georg Lukács), pel qual més tard o més d'hora cal pagar pels nostres actes.
La repetició de motius porta la simetria que ordena l'obra, això es fon amb un altre principi d'ordenació encara més poderós,: l'anticipació de la fi: tots els símbols parcials s'ordenen cap al desenllaç final.
Un altre crític, Morón parla d'una línia estructural:
- acte I.............pecat
- actes II-XIV.......pèrdua de la hisenda
- actes XV-XVIII.....fama
- acte XIX...........vida i ànima
- actes XX-XXI.......recapitulació

Amb els 5 actes afegits, queden més profundament motivats el caràcter de Melibea i la mort de Calisto.
El que agafa en l'estructura de La Celestina per a Humberto López Morals és una novel·la amatòria de to cavalleresc i simbòlic, que això seria el primer acte (tòpic del jove que, perseguint una au troba a una bella jove). Sobre aquests materials treballaria de Rojas amb una concepció diametralment oposada, canviant cap a un to de realisme psicològic i un ambient burgès de tintes molt concretes.

## Temes
Els temes de l'obra (que assenyalen i marquen els pròlegs, en vistes a orientar la interpretació de l'obra en el seu temps) els declara el mateix títol introductori:
Composta en reprensió dels bojos enamorats que, vençuts del seu desordenat apetit, a les seves amigues criden i diuen ser el seu Déu, així mateix feta en avís dels enganys dels alcavots i dolents
De la qual cosa es dedueix la seva fi educativa d'atacar el boig amor o apetit del material (amor a la carn, amor a l'or) i la corrupció que trastorna l'ordre social humà i diví. No obstant això, subjecta una temàtica filosòfica expressa en el segon pròleg de l'obra, i extreta de les obres filosòfiques de Francesco Petrarca que tant va llegir l'autor, qui, com advocat, tenia una concepció molt litigiosa del món:
Totes les coses ser anomenades a manera de contesa o batalla, diu aquell gran savi Heràclides en aquesta manera: «Omnia secundum litem fiunt». Sentència, a la meva veure, digna de perpètua i recordable memòria. (...) Vaig trobar aquesta sentència corroborada per aquell gran orador i poeta laureado Francisco Petrarca, dient: «Sine lite atque offensione nihil genuit natura parens» («Sense lid i ofensión cap cosa va engendrar la Natura, mare de tot.») (...) No és menor la dissensió dels filòsofs en les escoles que de les ones en la mar. Doncs entre els animals cap gènere manca de guerra. Què major lid, quin major conquesta ni guerra que engendrar en el seu cos qui mengi les seves entranyes? (...) Doncs què direm entre els homes a qui tot el sobredit és subjecte? Qui esplanarà les seves guerres, les seves enemistades, les seves enveges, les seves acceleraments i moviments i descontentaments? Aquell mudar de vestits, aquell derrocar i renovar edificis, i molts altres afectes diversos i varietats que aquesta nostra flaca humanitat ens provenen? I doncs és antiga querella i suscitada de llargs temps, no vull meravellar-me si aquesta present obra ha estat instrument de lid o contesa als seus lectors per a posar-los en diferències, donant cadascun sentència sobre ella a sabor de la seva voluntat. Uns deien que era prolixa; uns altres, breu; uns altres, agradable; uns altres, fosca... (...) Doncs ella, amb totes les altres coses que al món són, va sota la bandera d'esta notable sentència; que àdhuc la mateixa vida dels homes, si bé ho mirem, des de la primera edat fins que blanquegen les canes, és batalla. Els nens amb els jocs, els mossos amb les lletres, els mossos amb els delits, els vells amb mil espècies de malalties barallen, i aquests papers amb totes les edats: la primera els esborra i trenca; la segona no els sap bé llegir; la tercera, que és l'alegre joventut i romancera, discorda. Uns els roseguen els ossos que no tenen virtut, que és la història tota junta, no aprofitant-se de les particularitats fent el compte de camí; uns altres piquen els donàires i refranys comuns, lloant-los amb tota atenció, deixant passar per alt el que fa més al cas i utilitat seva. Però aquells para el veritable plaer dels quals és tot, desencanten el conte de la història per a contar, la suma per al seu profit, riuen el donós, les sentències i dits de filòsofs guarden en la seva memòria per a transposar en llocs convenibles als seus actes i propòsits. (...) Qui negarà que hi hagi contesa en cosa que de tantes maneres s'entengui?
A això es redueixen els temes principals: l'amor, la mort i la cobeja (distintes versions segons els personatges). L'amor i passió és el motor de l'acció, no només de la principal (Calisto i Melibea) sinó fins i tot d'alguna de les secundàries. Francisco José Herrera assenyala que, com a motor, la cobeja i l'avarícia substitueix en els personatges de classe baixa a la fúria amorosa dels de la classe alta.
Pel que fa al tema de la màgia, hi ha opinions contraposades quant a la seva importància dintre de l'obra. Per a Lida de Malkiel és una nota de l'època una mica ingènua a la qual no cal donar més importància. No obstant això, per a autors com Petriconi, Maravall o Russel té una funció important en el desenvolupament, aconseguint la categoria d'element integral; Celestina creu en l'eficàcia dels seus arts i la passió de Melibea és producte dels conjurs de Celestina. Asensio i Gilman neguen l'existència del 'temps implícit' al dir que el canvi psicològic de Melibea es produeix per les males arts de Celestina. La intenció de Rojas seria alertar contra aquest món, real i actiu en el seu temps.

## Argument
L'obra comença quan Calisto veu casualment a Melibea a l'hort de la seva casa, on ha entrat a buscar un falcó seu, i li demana el seu amor. Aquesta ho rebutja, però ja és tard, ha caigut violentament enamorat de Melibea.
Per consell del seu servent, en Sempronio, en Calisto recorre a una vella prostituta i ara alcavota professional anomenada Celestina qui, fent-se passar per venedora de gèneres diversos (pintes, afileres, escovillons, afaitis, herbes i fins i tot oracions, genera aquest que és el qual compra Melibea: una oració contra el dolor de dents), pot entrar en les cases i d'aquesta manera pot actuar de dona per casar o concertar cites d'amants; Celestina també regenta un prostíbul amb dues pupil·les, Areusa i Elicia.
L'altre servent d'en Calisto, Pármeno, la mare del qual va ser mestra de Celestina, intenta dissuadir-ho, però acaba menyspreat pel seu senyor, al que només li importa satisfer els seus desitjos, i s'uneix a Sempronio i Celestina per a explotar la passió de Calisto i repartir-se els regals i recompenses que produeixi.

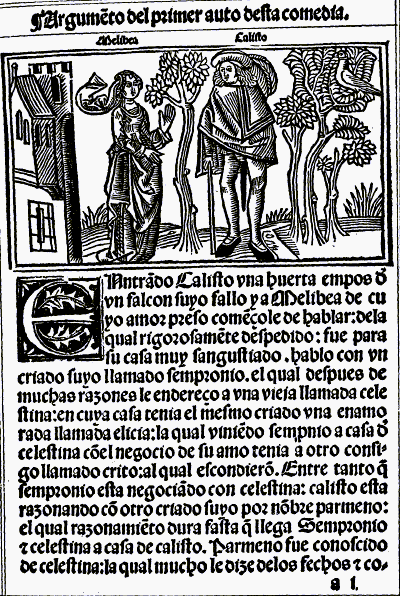
Pàgina de La Celestina

Mitjançant un pacte amb el diable, Celestina, aconsegueix que Pármeno es posi de la seva part, ja que fa que una de les seves pupil·les l'enamori i que Melibea s'enamori de Calisto per la mateixa màgia, i com a premi rep una cadena d'or, que serà objecte de discòrdia, car la cobdícia la duu a negar-se a compartir-la amb els servents de Calisto; aquests acaben assassinant-la, per la qual cosa es van presos i són ajusticiats.
Les prostitutes Elicia i Areusa que han perdut Celestina i els seus amants, tramen que el fanfarró Centurio assassini Calisto, però aquest, en realitat, només armarà un avalot. Mentre, Calisto i Melibea gaudeixen del seu amor, però en escoltar l'agitació en el carrer i creient que els seus servents estan en perill, Calisto salta el mur de la casa de la seva estimada, cau i es mata. Desesperada, Melibea se suïcida i l'obra acaba amb el plor de Pleberio, pare de Melibea, qui perdona els amants.

## Personatges

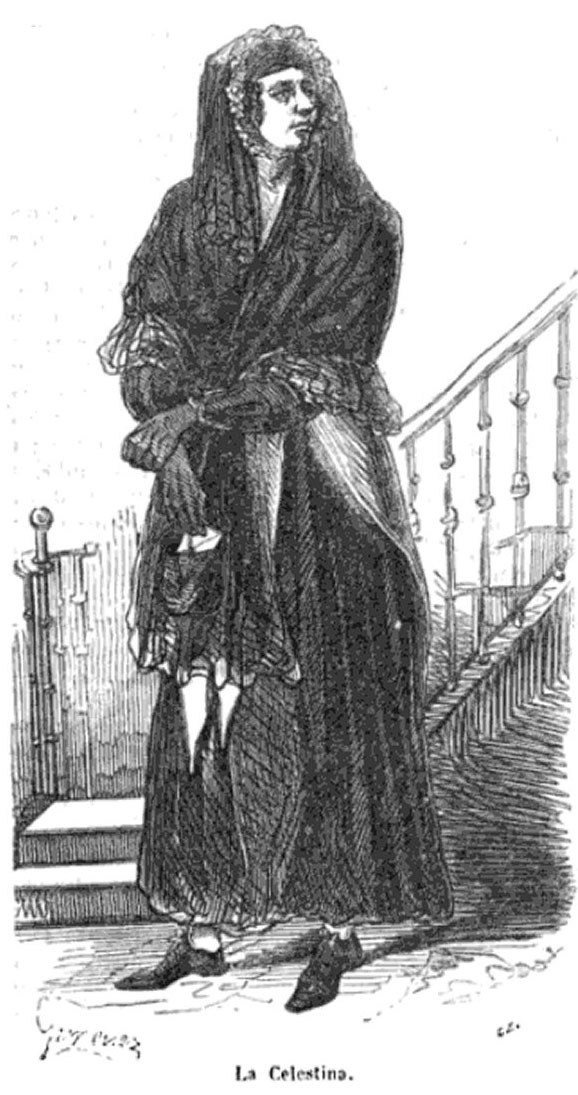
"La Celestina", il·lustració del llibre Los Españoles pintados por sí mismos.

De Rojas fa un poderós traç dels seus personatges, que apareixen davant el lector dotats de vida, amb profunditat psicològica, són éssers humans amb una caracterització interna excepcional, el que els allunya dels 'tipus' tan usuals en la literatura medieval.
No obstant això, alguns crítics només han vist en ells al·legories o esquematitzacions. Gilman arriba a negar la possibilitat d'analitzar-los com personatges al creure que de Rojas es va limitar a escriure diàlegs en els quals els interlocutors responen a una situació donada, l'amplada psicològica només es podria argumentar mitjançant elements extratextuals.
Lida de Malkiel parla d'objectivitat; així, diferents personatges jutgen a un altre de diferent manera. Quant a les contradiccions de conducta es donen perquè de Rojas ha humanitzat als seus personatges.
Un tret comú de tots els personatges (tant en el món dels senyors com en el dels servents) és el seu individualisme, el seu egoisme, la seva falta d'altruisme. Però no s'encartonen, sofreixen canvis a vegades. El tema de la cobeja ha estat tractat per Francisco José Herrera en un article sobre el guany en matèria celestinesca (és a dir, en totes les obres del cicle de La Celestina, incloent imitacions, continuacions...), on assenyala que el motiu que mou a les alcavotes i als servents és l'avarícia i la rapiña respectivament, enfront dels motius dels senyors, que serien la fúria amorosa i la defensa de l'honor familiar i social. El profit privat dels personatges de classe baixa, substitueix en força i presència a l'amor en la classe alta.
Fernando de Rojas agrada crear els personatges en parelles per a ajudar-se a construir el caràcter de cadascun per mitjà de relacions de complementarietat i oposició. Així, es constitueixen al llarg de l'obra dos grups de personatges oposats, els servents i els senyors, i en ambdós grups els personatges s'agrupen per parelles: Pármeno i Sempronio, Tristán i Sosia, Elicia i Areusa, en el món dels servents; Calisto i Melibea, Pleberio i Alisa, en el món dels senyors. Solament Celestina i Lucrecia no tenen correspondència, però és perquè la seva oposició és vertebral en la història: Celestina constitueix l'element catalitzador de la tragèdia, al representar el desenfrenament vital, mentre que Lucrecia, serventa de Melibea, representa l'extrem de tota repressió. En aquest sentit, el personatge del brivall Centurio afegit a la segona versió de l'obra resulta un afegit poc funcional, encara que té alguna cosa a veure en els desordres que criden l'atenció de Calisto i fan que es mati.

### Celestina
La Celestina és el personatge més suggestiu de l'obra, fins al punt que va acabar per donar el títol a l'obra; és un personatge pintoresc i viscut, és hedonista, avara i vital. Coneix a fons la psicologia de la resta dels personatges, fent que fins i tot els reticents amb els seus plans cedeixin a ells. Els seus mòbils són la cobeja, la gana sexual (que sadolla facilitant i fins i tot presenciant) i amor al poder psicològic. Representa un element subversiu dintre de la societat: se sent compromesa a propagar i facilitar el gaudi sexual. Quant a la màgia, veure l'apartat dels temes. S'inspira en el personatge de l'alcavota que ja havia aparegut en les comèdies romanes de Plató i al llarg de l'edat mitjana en obres com el Llibre de Bon Amor de Juan Ruiz, Arxipreste d'Hita (el personatge conegut com a Urraca la Trotaconventos) i en obres llatines i italianes com la Història duobus amantibus d'Enea Silvio Piccolomini o la Elegia de madonna Fiammeta de Giovanni Boccaccio. Antany va ser una meretriu, ara es dedica a concertar discretament cites amoroses a qui l'hi demana al mateix temps que utilitza la seva casa perquè les prostitutes Elicia i Areusa puguin exercir el seu ofici. Utilitza per a penetrar en les cases l'artifici de vendre afaitis, herbes, escovillons i adorns per a les mosses; com alcavota considera que fa un ofici útil i com a tal té el seu orgull professional. Li agrada el vi i és diabòlicament intel·ligent i utilitza la seva experiència per a manipular psicològicament als altres, però no obstant això ennuvola el seu enteniment el defecte de la cobeja. A més és una bruixa i fa un pacte amb Plutó, màscara pagana que encobreix en realitat al dimoni, i en la Tragicomèdia les addicions de Rojas subratllen aquest fet.

### Calisto
En Calisto és un jove a qui només el preocupa satisfer els seus desigs, atropellant qui sigui per aconseguir-ho. El seu cinisme li fa menysprear la sinceritat del seu servent, en Pármeno, quan aquest l'adverteix dels perills que corre. A en Calisto no se li observen verdaderes crisis, és una persona realment egoista. És el personatge més carregat de literatura, més voluntàriament artificiós. Encarna el 'boig amor', del qual és víctima: figura tràgica i anti-heroica. Després de l'escena primera (rebuig de Melibea de Calisto) es dona l'amor il·lícit, no s'insinua el matrimoni i es recorre a l'alcavota. Això, segons autors, seria perquè ell és cristià vell i ella no. No obstant això, Lida de Malkiel assenyala que el casament entre cristians nous i vells sempre va ser lícit. No és possible saber la intenció de l'autor o si aquesta 'il·licitud' es deu a aquests motius, el que sí que és indubtable és que els cristians nous no estaven gaire bé vistos en aquella època i en posteriors. Una altra teoria seria la d'Otis H. Green, que pensa que la negativa inicial respon a l'ideal de l'amor cortès, si bé Calisto no respectarà les regles, la qual cosa provocarà una sort de 'càstig poètic'. En tot cas, es pot recordar que l'amor il·lícit o amagat es troba molt arrelat en la lírica popular peninsular.

### Melibea
La Melibea és una dona vehement, que passa de la resistència a l'absolut lliurament a Calisto; en ella la repressió apareix com a forçada i antinatural; se sent esclava d'una hipocresia que se li inculca des de petita a casa seva. A l'obra s'intenta fer-la víctima d'una passió encegadora inculcada per l'encanteri de Celestina. Actua regida per la seva consciència social. El que ella cuida és el seu extern concepte de l'honor: no hi ha pudor personal ni subjeccions morals. La seva passió és més real i menys literària que la de Calisto; seria la luxúria més que l'amor el motor de les seves accions, si pensem que no és la màgia la que la fa canviar d'opinió respecte a Calisto, pensarem que tot és un 'pla' de Melibea en el qual ell fa les despeses i Celestina s'esforça perquè sigui ella la que es diverteixi. L'únic que li sortiria malament és la mort de Calisto, que la deixa en una delicada posició moral.

### Pármeno
En Pármeno és potser el personatge més tràgic de l'obra, perquè és corromput per tots els altres personatges. En ser fill de Claudina, mestra i antany companya de Celestina, intenta advertir el seu senyor dels perills que li poden venir; però és humiliat per aquest. La seva lleialtat acaba d'esfondrar-se en ser seduït per una de les pupil·les de Celestina, que ha de sufragar amb uns mitjans dels quals manca de forma que es veu obligat a participar en la corrupció del seu senyor al mateix temps que es corromp ell mateix. La passió material de l'amor que acaba de descobrir li encega i ja només pretén aprofitar-se de la passió de Calisto igual com el seu company, el més cínic Sempronio. Té cert paral·lelisme amb Melibea, que també es nega en principi a seguir el corrent corruptora.

### Sempronio
En Sempronio fa temps, ja que ha perdut qualsevol ideal sobre els amos a qui serveix i només pretén aprofitar-se'n amb egoisme i cobdícia. Manté una relació amb una de les prostitutes de Celestina, que al seu torn l'enganya, i és l'amo de la idea d'aprofitar-se de Calisto per poder mantenir la seva passió a costa de la del seu senyor, en ell es veu la ruptura dels llaços feudals amo i senyor.

### Elicia i Areusa
Les prostitutes Elicia i Areusa odien en el fons els homes i les aficionades com Melibea; són rancoroses, envegen la Melibea i pretenen que Centurio vengi la mort dels seus amants, els servents de Calisto. L'una té clientela fixa i cara, l'altra, menys experimentada, encara no. L'Elicia només busca el plaer amb despreocupació del que passa al seu voltant i del que no sigui agradable; no la preocupa ni el seu passat ni el seu futur. Només la mort de Celestina la fa tornar a la realitat. Areusa presenta una consciència d'ella mateixa més acusada. La revenja que trama al costat d'Elicia no és realment per la mort dels seus amants, sinó més aviat pel desemparament en el qual queden i per l'odi que senten per la classe social alta (enveja i ràbia).

### Pares de la Melibea
L'Alisa és la mare de la Melibea i no té una verdadera relació amb la seva filla; es limita a especular sobre el seu matrimoni sense haver-la consultat a penes.
En Pleberio és el pare massa ocupat que estima la seva única filla i veu com la seva vida perd tot sentit en suïcidar-se aquesta, pel qual declama el plany final de l'obra, un lament del poder de l'amor on sofreix per la solitud i esterilitat a què l'ha condemnat el destí després de tant esforç sense fruit.

## Sentit de l'obra
Hi ha dues opinions sobre el sentit o el propòsit que tenia Fernando de Rojas quan va escriure l'obra: la cristianodidàctica i l'hebreopessimista.
La primera segueix la intenció explícita de Rojas, segons la qual l'obra va ser "compuesta en reprensión de los locos enamorados (...) y en aviso de las alcahuetas y malos y lisonjeros sirvientes". Aquesta interpretació didàctica no explica, però, tot el que diu Pleberio al planctus que tanca la Tragicomedia. En aquest plany, el vell abomina de l'amor, del món i de la Fortuna, causant de tots els seus mals, els que li són propris i els que no. En un món en què no hi ha ordre i en què el fat ho pot dominar tot, l'individu resta totalment desprotegit. I, així, segurament és com se sentiria un jueu a la Castella del segle xv.

## Catalanitat de La Celestina
Catalanitat de La Celestina és la tesi que defensa Jordi Bilbeny per la que La Celestina, obra pertanyent a les lletres castellanes, fou escrita originalment per un autor valencià desconegut i en llengua catalana, i que l'obra que avui coneixem seria una traducció al castellà feta per la censura de l'època, que feu desaparèixer l'original català. S'oposa així a la teoria acceptada per altres autors que precedentment havien atribuït al batxiller Fernando de Rojas, de Salamanca, la quasi totalitat de l'autoria.
La tesi es fonamenta en anteriors estudis d'acadèmics de José Guillermo García Valdecasas, Doctor en Dret per la Universitat de Bolonya i rector d'aquesta universitat, exposats al llibre La ocultación de la Celestina (2000). L'acció, segons en García Valdecasas (especialista en dret medieval, es basa en les lleis que es descriuen, els elements institucionals, els impostos i les formes de jutjar i executar un presoner) i altres autors, passa a València, on tothom parla català. A l'obra castellana hi ha un gran nombre de catalanismes, també s'hi troba lèxic directament en català i exemples de sintaxi catalans. El valencià Joan Lluís Vives, contemporani a l'obra, afirma en un escrit que La Celestina està escrita "en la nostra llengua".
Sembla que era freqüent als segles xvi i xvii que la censura de la Inquisició castellana - instrument repressor al servei dels Trastàmara, que tenien una relació bel·ligerant amb els catalans - ocultés la literatura publicada en català, i que en alguns casos optaria per traduir l'obra al castellà i ometre l'autor o inventar-ne un que soni castellà. S'hauria fet també amb el Tirant lo Blanc (l'original en català no es va trobar fins al segle xix), amb el llibre del Coch i amb el Llàtzer de Tormos, entre d'altres.